# Anatoly Bannik
Anatoly Bannik (ukrainisch Анатолій Олександрович Банник Anatolij Oleksandrowytsch Bannyk, russisch Анатолий Александрович Банник Anatoli Alexandrowitsch Bannik; * 7. Dezember 1921; † 19. Januar 2013) war ein sowjetischer Schachspieler. Ab 1998 lebte er in Deutschland.
Bannik gewann fünfmal die Ukrainischen Schachmeisterschaften (1945, 1946, 1951, 1955 und 1964) und hatte hohe Platzierungen während sechs weiteren Veranstaltungen (1944, 1947, 1948, 1950, 1956 und 1966). Er qualifizierte sich siebenmal (1954, 1956, 1957, 1958, 1961, 1962 und 1964) für die Sowjetischen Schachmeisterschaften, wobei er 1962 mit 10,5 von 19 Punkten sein bestes Ergebnis erzielte.
Seine höchste historische Elo-Zahl hatte er mit 2640 im Dezember 1950.